# Gnamptogenys panda
Gnamptogenys panda é uma espécie de vespa sem asas da família Multilidae.